# Chlemoutsi
Chlemoutsi (tiếng Hy Lạp: Χλεμούτσι hoặc Χλουμούτσι) là một lâu đài thời trung cổ ở phía tây bắc của đơn vị khu vực Elis trong bán đảo Peloponnese ở miền nam Hy Lạp, trong khu tự quản Kastro-Kyllini. 
Lâu đài được xây dựng trong đầu những năm 1220 bởi các nhà lãnh đạo Thập tự chinh của Công quốc Achaea làm thành trì chính của họ, và có lẽ là pháo đài đẹp nhất của giai đoạn đầu của thời kỳ cai trị Frank ở Hy Lạp. Lâu đài nằm trên một cao nguyên nhỏ 226 mét (741 ft) trên mực nước biển, và bao gồm một trung tâm tháp phòng ngự hình lục giác, xây dựng xung quanh một sân bên trong và chứa hội trường hai tầng dọc theo toàn bộ chiều dài của nó.